# Сам у кући (франшиза)
Сам у кући (енгл. Home Alone) је серијал божићних породичних комедија који је створио Џон Хјуз. Режију потписују Крис Коламбус (1—2), Раџа Госнел (3), Род Данијел (4), Питер Хјуит (5) и Ден Мејзер (6). Филмови се врте око пустоловина које окружују децу која се нађу сама током Адвента и суочавају се са најездом провалника и криминалаца.
Прва три филма је приказао 20th Century Fox, док је следећа два телевизијска филма произвео Fox Television Studios. Након што је The Walt Disney Company преузео 21st Century Fox, шести филм је произвео преименовани 20th Century Studios а приказан је на услузи видео-стриминга Disney+.

## Филмови
| Филм                             | Протагониста          | Година | Режија        | Сценарио                        | Продуцент                 |
| -------------------------------- | --------------------- | ------ | ------------- | ------------------------------- | ------------------------- |
| Сам у кући                       | Кевин Макалистер      | 1990.  | Крис Коламбус | Џон Хјуз                        | Џон Хјуз                  |
| Сам у кући 2: Изгубљен у Њујорку | Кевин Макалистер      | 1992.  | Крис Коламбус | Џон Хјуз                        | Џон Хјуз                  |
| Сам у кући 3                     | Алекс Пруит           | 1997.  | Раџа Госнел   | Џон Хјуз                        | Џон Хјуз и Хилтон А. Грин |
| Сам у кући 4: Повратак кући      | Кевин Макалистер      | 2002.  | Род Данијел   | Дебра Френк и Стив Л. Хејз      | Мич Енгел                 |
| Сам у кући 5: Празнична пљачка   | Фин и Алексис Бакстер | 2012.  | Питер Хјуит   | Арон Гинсберг и Вејд Макинтајер | Ким Тод                   |
| Сам у кући 6                     | Макс Мерсер           | 2021.  | Ден Мејзер    | Мики Деј и Стритер Сајдел       | Хач Паркер и Ден Вилсон   |